# Кабилия
Каби́лия (фр. Kabylie, кабильск. Tamurt n Leqbayel, тифинаг ⵜⴰⵎⵓⵔⵜ ⵏ ⵍⴻⵇⴱⴰⵢⴻⵍ, араб. بلاد لقبايل) — историко-географическая область, расположенная на севере современного Алжира. Включает часть Атласских гор и выходит к средиземноморскому побережью.
Кабилия — густонаселённый регион, с востока и запада окружённый приморскими равнинами, на севере выходящий к Средиземному морю, а на юге — к высоким плато. Кабилия не имеет официально установленных границ и статуса административной области. Название она получила от кабилов, одного из берберских народов, происходящих из этой местности. История Кабилии содержит множество эпизодов успешного сопротивления волнам захватчиков, а также как столица нескольких династий. Здесь же набрало силу движение за распознавание берберской идентичности (бербер. amazigh), как в Алжире, так и в других странах Северной Африки.
Биологическое разнообразие кабильской экосистемы охраняется в нескольких национальных парках. Климат региона, зависящий прежде всего от рельефа, сочетает суровые зимы и засушливый летний сезон. Развитие сельского хозяйства, в основном, выращивания плодовых деревьев, ограничено природными условиями, однако Кабилия исторически была важным центром местных ремёсел и желанным местом для эмиграции.
Помимо исторического наследия, Кабилия признана как регион высокой культурной ценности с развитым фольклором. После окончания восьмилетней войны экономика Кабилии в составе независимого Алжира росла за счёт создания промышленных компаний и использования туристического потенциала.

## Этимология и словоупотребление
Слово «Кабилия» происходит из арабского языка, от qabā'il, множественного числа слова qabīla, «племя». В исходном смысле кабилы — просто «люди племени». В истории доколониальной Северной Африки племя было основной формой социальной организации, и остаётся ею несмотря на попытки уменьшить его влияние со стороны недавно получивших независимость государств. Французские чиновники, вслед за властями Османского Алжира, стали называть «горцами» (фр. le montagnard) всех упрямых местных жителей, невзирая на их этническую принадлежность. Это слово могло включать как исключительно бербероязычное население, так и всех оседлых берберов и всё оседлое население Северной Африки.
Судя по всему, термин «Кабилия» ввели в обиход европейские путешественники; до них использования арабского слова «кабаил» для обозначения этой местности не зафиксировано. Бербероязычные жители Кабилии называют её по-кабильски (кабильск. Tamurt n Leqbayel, тифинаг ⵜⴰⵎⵓⵔⵜ ⵏ ⵍⴻⴽⴱⴰⵢⴻⵍ), «страна кабилов», или кратко, кабильск. Tamurt, что значит «родина». На арабском Кабилия именуется араб. بَلَد القبائل, чтение в алжирском диалекте [blæd ləqbæyəl], буквально "страна племён.

Изначально словом «Кабилия» обозначались все земли, которые были населены кабилами — во всех смыслах этого слова. В середине XIX столетия смысл топонима сузился, так как им постепенно стали называть горный массив, сформированный отдельными вершинами гор Телль-Атлас между городами Алжир и Константина, вокруг горных цепей Бабор и Джурджура. Слово «кабилы» же в свою очередь, напротив, расширило смысловое поле и стало означать всех говорящих на берберских языках, оно включает в себя в более давнее название восточных арабоязычных берберов, «кабилы эль-Хадра». Практически же очертить границы расселения кабилов, опираясь на географию, очень сложно, особенно на востоке. У некоторых авторов граница Кабилии сильно растягивается, иногда почти до самой границы с Тунисом, иногда почти до Аннабы, иногда почти до города Колло. Последнее определение вместо географии опирается на границы распространения языка и оседлого деревенского образа жизни.

Топографическая карта региона

В местном употреблении слово «Кабилия» также может иметь как более ограниченное толкование (обычно отбрасывающее наиболее арабизированные территории), так и очень расширенное, включающее Тению, с одной стороны, и Сетиф и Джиджель с другой; туда согласно административному делению 1984 года входят вилайеты Тизи-Узу и Беджая; на востоке — Бумердес, на севере Буира, Бордж-Бу-Арреридж и Сетиф, а на востоке — Джиджель. Издаваемые в Кабилии карты никогда не выходят за границы этих вилайетов. В научном сообществе краеведов в результате метонимии под Кабилией начинают понимать северо-западную часть региона, именующуюся Большой Кабилией, в отличие от Малой Кабилии на востоке. Малая Кабилия сильнее всего расширяется к западу от Беджаи и включает большинство кабилоговорящих населённых пунктов. Авторы XIX века часто именовали именно эту местность Кабилией, однако в современном языке точное значение слово «Кабилия» зависит от автора.

## География

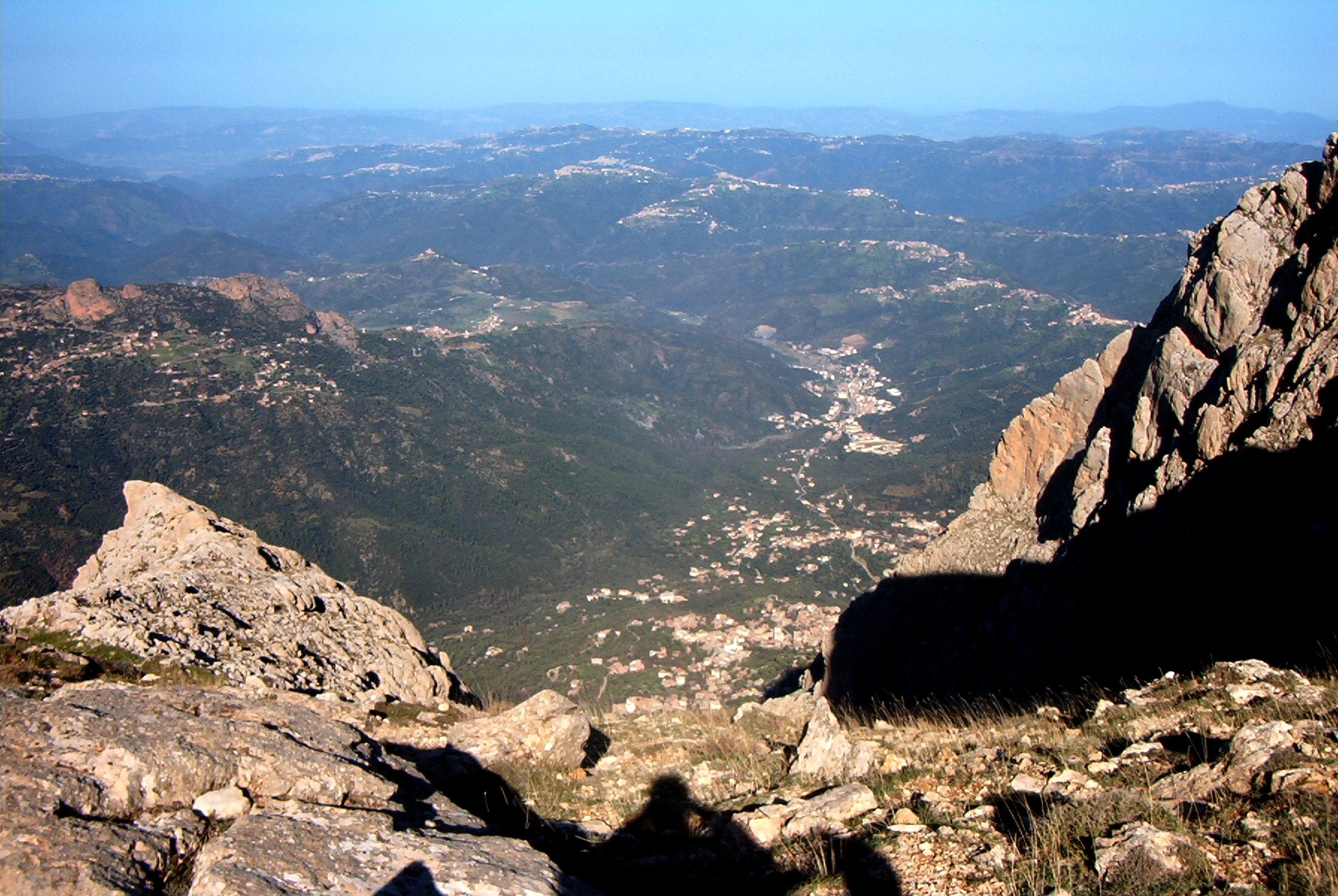
Вид на Большую Кабилию с Джурджуры

Кабилия лежит в Атласских горах, в цепи Телль-Атлас, на берегу Средиземного моря. За рельеф её прозвали «Страна гор» (бербер. Tamurt idurar). Высота над уровнем моря варьирует, а разломы делят Кабилию на несколько частей.
В общем можно говорить о Малой Кабилии и Большой Кабилии. Диалекты кабильского языка делятся на западные и восточные, и их ареалы соответствуют Большой и Малой Кабилиям; на юге граница между ними проходит по возвышенностям Джурджуры, повторяя другое традиционное разделение, основанное на высоте: между «верхними жителями» (кабильск. Seff Ufella) и «нижними» (кабильск. Seff Wadda). На севере граница не опирается на рельеф и повторяет линию разделения на Французский и Османский Алжир.

Талетат, одна из вершин Джурджуры

Большая Кабилия делится по высоте на три несколько соседних регионов, которые расстилаются с севера на юг, от морского берега и почти до хребта Джурджура. Наибольший из них занимают три горных массива:
- на севере, близ моря, и на востоке — поросшие лесом горные вершины, высочайшая точка — Тамгут[фр.] (1278 м), граница с Малой Кабилией проходит по границе коммуны Акфаду[фр.];
- на юге — известняковые горы хребта Джурджура, возвышающиеся над долиной, в которой лежат коммуны Драа-эль-Мизан[фр.] и Уадхия[фр.], на юге от долины Суммам, высочайшая точка — Лалла-Хедиджа (кабильск. Tamgut Aâlayen), наиболее высокая гора Телль-Атласа (2308 m)[26];
- между ними находится массив Агава[фр.], ограниченный с севера бассейном реки Себау[фр.], изрезанный многочисленными ущельями, это наиболее густонаселённая часть Кабили со средней высотой 800 м над уровнем моря[25]. Здесь находится главный населённый пункт Большой Кабилии, Тизи-Узу, и наиболее высокогорный урбанизированный центр, Ларбаа-нат-Иратен[фр.], лежащий на высоте 1000 м.

Вилайет Тизи-Узу входит в Большую Кабилию полностью, вилайеты Буира и Бумердес — частично. Выражения «Верхняя Кабилия» и «Джурджурская Кабилия» равнозначны «Большой Кабилии», однако они могут означать и ту её часть, что находится к югу от реки Себау. Южная окраина региона, то есть, земли к югу от Джурджуры около долины вади Сахель, может считаться отдельным регионом с центром в Буире.